# Utama Karya
Utama Karya is een bestuurslaag in het regentschap Kampar van de provincie Riau, Indonesië. Utama Karya telt 1085 inwoners (volkstelling 2010).